# اکولا
شهر اکولا (به انگلیسی: Akola) با جمعیت ۴۵۸٫۲۲۹ نفر در ایالت مهاراشترا در کشور هند واقع شده‌است.